# Berneaux de Picardi
Berneaux de Picardi – polski herb szlachecki z nobilitacji.

## Opis herbu
W polu błękitnym mała tarcza owalna czerwona, na niej trzy krokwie srebrne, jedna nad drugą, a nad nimi na wstędze srebrnej literami złotymi dewiza: PATRIA (łac. OJCZYZNA). Nad tarczą owalną głowa Merkurego srebrna, z lewej strony tarczy owalnej głowa barania srebrna, pod tarczą ręce złote, splecione w uścisku, z lewej strony trzymając dwie makówki złote, z drugiej laskę Merkurego ze srebrnymi skrzydłami i wężami złotymi.
Labry z prawej czerwone, z lewej zielone, podbite srebrem.
Herb najczęściej przedstawiany tak, że nad tarczą herbową korona szlachecka, bez hełmu.

## Najwcześniejsze wzmianki
Nadany w 1790 Klemensowi Berneaux de Picardi, bankierowi warszawskiemu. Potwierdzenie złożenia przysięgi z 1792.

## Herbowni
Berneaux de Picardi.